# Mike McGear
Mike McGear, pseudonimo di Peter Michael McCartney (Liverpool, 7 gennaio 1944), è un musicista e fotografo britannico.

## Primi anni
Michael e suo fratello Paul (18 giugno 1942) nacquero entrambi nel Walton General Hospital di Liverpool, dove loro madre, Mary McCartney, aveva tempo prima lavorato come infermiera nel reparto maternità. Michael non fu mandato a una scuola cattolica, perché suo padre Jim McCartney sosteneva che tali scuole pendessero troppo verso la religione rispetto all'educazione. All'età di 17 anni, McCartney iniziò il suo primo lavoro a 'Jackson's the Tailors' in Ranelagh Street, a Liverpool. L'anno successivo prese un apprendistato a 'Andre Bernard', un parrucchiere per signore della stessa strada.